# 조은정 (트로트 가수)
조은정(본명: 김민서, 1974년 12월 12일 ~ )은 대한민국의 가수다.

## 경력
- 2015년 대한민국 사회공헌대상 및 대한민국 서비스 경영대상 홍보대사

## 음반
- 2005년 가시
- 2007년 늑대
- 2010년 난리야
- 2015년 밀고 땡겨
- 2016년 버틸꺼야
- 2017년 쭉 가세요

## 수상
- 2001년 제12회 목포가요제 최우수상